# Alexandre Gonzalez
Pour les articles homonymes, voir González.
Alexandre « Alex » Gonzalez (né le 16 mars 1951 à Decazeville) est un athlète français, spécialiste des courses de demi-fond et de fond, licencié à l'AS Caoulet, puis au Blagnac SC. Aujourd'hui, il vit dans la région Lyonnaise. Il a participé à trois Jeux olympiques successifs, en 1980, 1984 et 1988. Lors de la dernière à Séoul, il court sur le marathon.

## Biographie

### Carrière d'athlète
Médaillé de bronze par équipe des Championnats du monde de cross-country 1976, à Chepstow, Alex Gonzalez remporte l'édition 1978 en compagnie de Pierre Lévisse, Lucien Rault, Radhouane Bouster, Thierry Watrice et Jean-Paul Gomez. Avec 151 points, l'équipe de France devance les États-Unis et l'Angleterre.
En 1981, à Grenoble, il devient champion d'Europe en salle du 3 000 m, mais court en réalité sur 2 820 m car les organisateurs avaient oublié de comptabiliser un tour.
Il décroche six titres de champion de France Élite : en plein air sur 1 500 m en 1979, 1981 et 1982, et un en cross-country en 1981, ainsi que deux titres en salle sur 3 000 m en 1977 et 1981.
Alex Gonzalez a détenu le record de France du mile (3 min 52 s 78 en 1981), et a réalisé les meilleures performances françaises sur route sur 25 km (1 h 15 min 35 s en 1987) et sur le marathon (2 h 13 min 36 s en 1986).

### Reconversion
Alexandre Gonzalez est devenu entraîneur physique, il a notamment entraîné l'équipe de basket-ball de Villeurbanne (ASVEL) pendant de nombreuses années sous la houlette de Gregor Beugnot entre autres. Il s'est par la suite dirigé vers le rugby à XV avec l'équipe du Club sportif Bourgoin-Jallieu rugby (CSBJ). Il s'occupe également de la préparation physique de différents sportifs de haut niveau.

## Palmarès

### International
- 46 sélections en Équipe de France A

| Date | Compétition                    | Lieu     | Résultat | Épreuve     |
| ---- | ------------------------------ | -------- | -------- | ----------- |
| 1976 | Championnats du monde de cross | Chepstow | 3e       | Par équipes |
| 1978 | Championnats du monde de cross | Glasgow  | 1er      | Par équipes |
| 1981 | Championnats d'Europe en salle | Grenoble | 1er      | 3 000 m     |

### National
- Championnats de France d'athlétisme Élite :
  - Vainqueur du 1 500 m en 1979, 1981 et 1982
  - Vainqueur du 3 000 m en salle en 1977 et 1981
- Championnats de France de cross-country :
  - Vainqueur en 1981

## Records
- Recordman de France du 3000m en salle en 1977, en 7 min 53 s 6
- Recordman de France du Mile
- Recordman de France vétérans (-40 ans) du 1500m depuis 1994
- Recordman de France vétérans (-45 ans) du 10 km sur route depuis 1996
- Meilleur performeur français vétérans (-45 ans) du semi-marathon depuis 1996

| Épreuve       | Performance     | Lieu | Date |
| ------------- | --------------- | ---- | ---- |
| 1 500 m       | 3 min 35 s 07   |      | 1979 |
| Mile          | 3 min 52 s 78   |      | 1981 |
| 5 000 m       | 13 min 27 s 57  |      | 1981 |
| Semi-marathon | 1 h 4 min 3 s   |      | 1992 |
| 25 km         | 1 h 15 min 37 s |      | 1985 |
| Marathon      | 2 h 13 min 36 s |      | 1986 |